# Lista de municípios de São Paulo por população (1916)

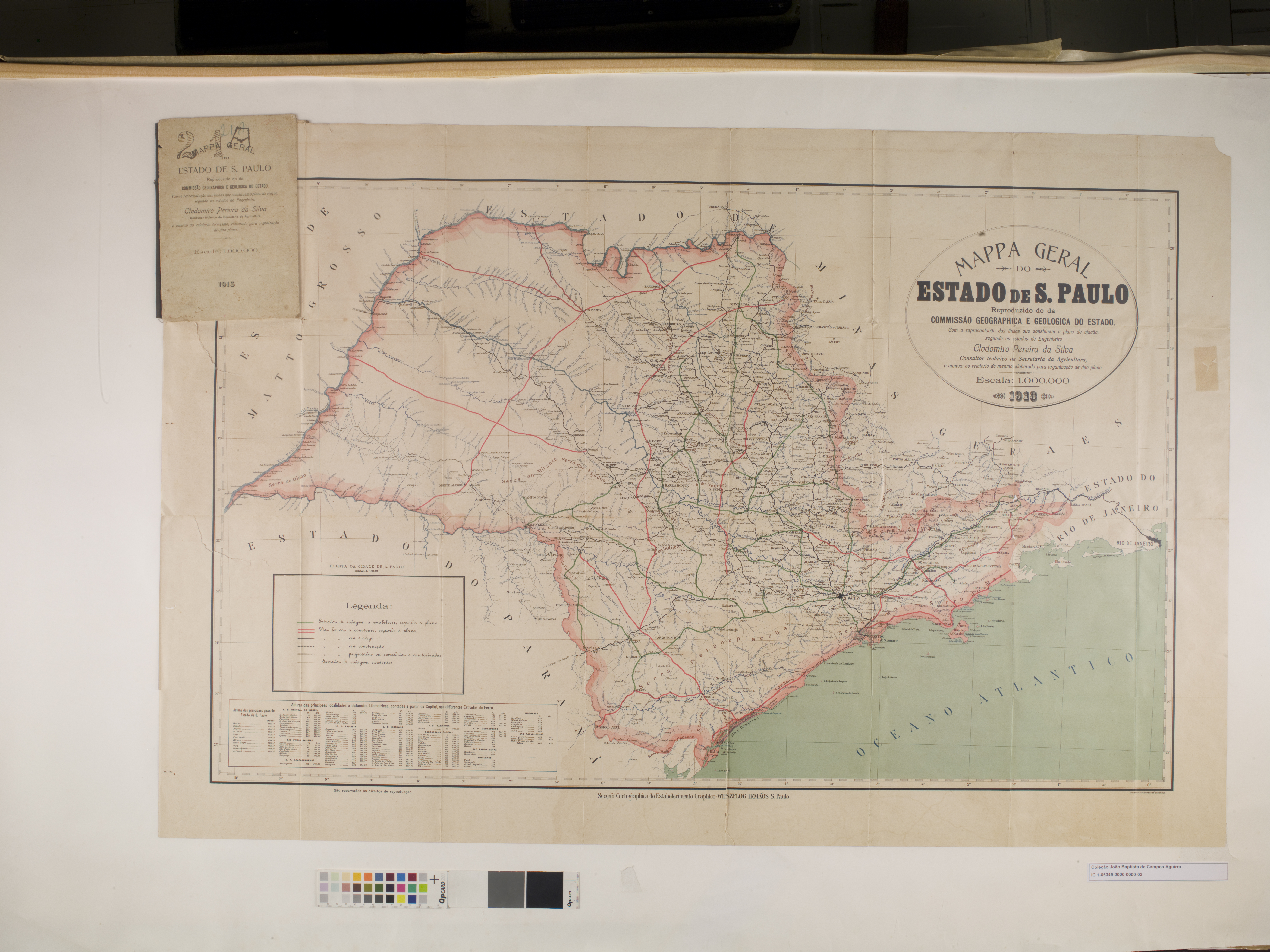
Estado de São Paulo (1913).

Esta é uma lista de municípios do estado de São Paulo por população no ano de 1916, segundo estimativa da Repartição de Estatística e Arquivo do Estado e de acordo com a divisão territorial administrativa, os topônimos e a ortografia da época.
|      | Município                    | Estimativa 1916 |
| ---- | ---------------------------- | --------------- |
| 1º   | São Paulo                    | 541690          |
| 2º   | Campinas                     | 104775          |
| 3º   | Santos                       | 97745           |
| 4º   | São Carlos                   | 70209           |
| 5º   | Ribeirão Preto               | 69130           |
| 6º   | Jahú                         | 56062           |
| 7º   | Bragança                     | 55329           |
| 8º   | Piracicaba                   | 55033           |
| 9º   | Guaratinguetá                | 51655           |
| 10º  | Amparo                       | 47090           |
| 11º  | São João da Boa Vista        | 44468           |
| 12º  | Rio Claro                    | 43519           |
| 13º  | Araraquara                   | 41652           |
| 14º  | Barretos                     | 37923           |
| 15º  | Taubaté                      | 37741           |
| 16º  | Monte Alto                   | 37315           |
| 17º  | Jaboticabal                  | 36742           |
| 18º  | Mogy-Mirim                   | 36442           |
| 19º  | Cravinhos                    | 36428           |
| 20º  | Batataes                     | 35853           |
| 21º  | Tatuhy                       | 35226           |
| 22º  | São Manoel                   | 35029           |
| 23º  | São José do Rio Pardo        | 35020           |
| 24º  | Limeira                      | 34539           |
| 25º  | Sertãosinho                  | 34246           |
| 26º  | Botucatú                     | 33545           |
| 27º  | Orlândia                     | 31717           |
| 28º  | Bebedouro                    | 31095           |
| 29º  | Descalvado                   | 30940           |
| 30º  | Franca                       | 30731           |
| 31º  | Tieté                        | 30500           |
| 32º  | São Simão                    | 30419           |
| 33º  | Jundiahy                     | 29768           |
| 34º  | Santa Cruz do Rio Pardo      | 28224           |
| 35º  | Pindamonhangaba              | 27631           |
| 36º  | Ytú                          | 27617           |
| 37º  | Itapetininga                 | 27273           |
| 38º  | Igarapava                    | 26342           |
| 39º  | Avaré                        | 26032           |
| 40º  | Sorocaba                     | 25914           |
| 41º  | Espírito Santo do Pinhal     | 25607           |
| 42º  | Pennapolis                   | 25370           |
| 43º  | São Luiz do Parahytinga      | 25189           |
| 44º  | Itatiba                      | 24802           |
| 45º  | Serra Negra                  | 24682           |
| 46º  | Pirajú                       | 24490           |
| 47º  | Monte Azul                   | 24325           |
| 48º  | Soccorro                     | 23886           |
| 49º  | Rio Preto                    | 23773           |
| 50º  | Iguape                       | 23362           |
| 51º  | Santa Rita do Passa Quatro   | 23336           |
| 52º  | Pedreira                     | 22527           |
| 53º  | Itapira                      | 22429           |
| 54º  | São José dos Campos          | 22207           |
| 55º  | Parahybuna                   | 21650           |
| 56º  | Taquaritinga                 | 21618           |
| 57º  | Mogy das Cruzes              | 21459           |
| 58º  | Palmeiras                    | 21434           |
| 59º  | Pirassununga                 | 21317           |
| 60º  | Mococa                       | 21230           |
| 61º  | Caçapava                     | 20979           |
| 62º  | Mattão                       | 20741           |
| 63º  | Bariry                       | 20710           |
| 64º  | Jardinópolis                 | 20644           |
| 65º  | Caconde                      | 20510           |
| 66º  | Brotas                       | 20450           |
| 67º  | Cunha                        | 20433           |
| 68º  | Casa Branca                  | 20245           |
| 69º  | Jacarehy                     | 20147           |
| 70º  | Araras                       | 20063           |
| 71º  | São Bernardo                 | 19668           |
| 72º  | Porto Feliz                  | 18500           |
| 73º  | Dous Córregos                | 18448           |
| 74º  | Capão Bonito do Paranapanema | 18327           |
| 75º  | Lençóes                      | 18186           |
| 76º  | Natividade                   | 17825           |
| 77º  | Itápolis                     | 17531           |
| 78º  | Itatinga                     | 16783           |
| 79º  | Pitangueiras                 | 16771           |
| 80º  | Cajurú                       | 16506           |
| 81º  | Lorena                       | 16493           |
| 82º  | Itaporanga                   | 16300           |
| 83º  | Pederneiras                  | 16214           |
| 84º  | Cruzeiro                     | 16163           |
| 85º  | Baurú                        | 15761           |
| 86º  | Santa Adélia                 | 15556           |
| 87º  | Capivary                     | 15457           |
| 88º  | Ubatuba                      | 15440           |
| 89º  | Faxina                       | 15361           |
| 90º  | Xiririca                     | 15310           |
| 91º  | São João da Bocaina          | 15094           |
| 92º  | Sallesopolis                 | 15076           |
| 93º  | Silveiras                    | 14975           |
| 94º  | Agudos                       | 14815           |
| 95º  | Atibaia                      | 14703           |
| 96º  | São João do Curralinho       | 14610           |
| 97º  | Ipaussú                      | 14388           |
| 98º  | Piracaia                     | 14303           |
| 99º  | São Roque                    | 14115           |
| 100º | Bica de Pedra                | 13947           |
| 101º | Apiahy                       | 13944           |
| 102º | Itapecerica                  | 13776           |
| 103º | Dourado                      | 13703           |
| 104º | Fartura                      | 13282           |
| 105º | Leme                         | 13248           |
| 106º | Bananal                      | 13197           |
| 107º | Ituverava                    | 13110           |
| 108º | São Bento do Sapucahy        | 13088           |
| 109º | Tambahú                      | 12961           |
| 110º | Lagoinha                     | 12866           |
| 111º | Mineiros                     | 12678           |
| 112º | Itararé                      | 12512           |
| 113º | Campo Largo de Sorocaba      | 12298           |
| 114º | Ribeirão Bonito              | 12264           |
| 115º | Piedade                      | 12162           |
| 116º | Arêas                        | 11982           |
| 117º | Porto Ferreira               | 11887           |
| 118º | Indaiatuba                   | 11761           |
| 119º | Rio Bonito                   | 11583           |
| 120º | São Pedro                    | 11159           |
| 121º | São Pedro do Turvo           | 11124           |
| 122º | Jambeiro                     | 11088           |
| 123º | Villa Bella                  | 11041           |
| 124º | São Sebastião                | 11009           |
| 125º | Cabreúva                     | 11003           |
| 126º | Queluz                       | 10982           |
| 127º | Santa Bárbara                | 10567           |
| 128º | Santa Branca                 | 10567           |
| 129º | Pereiras                     | 10422           |
| 130º | Santa Cruz da Conceição      | 10333           |
| 131º | Ibitinga                     | 10266           |
| 132º | Santa Rosa                   | 10242           |
| 133º | Ribeira                      | 10148           |
| 134º | Ribeirão Branco              | 10009           |
| 135º | Conceição do Monte Alegre    | 10000           |
| 136º | Pirajuhy                     | 10000           |
| 137º | Piratininga                  | 10000           |
| 138º | Platina                      | 10000           |
| 139º | Salto Grande do Paranapanema | 10000           |
| 140º | Bôa Esperança                | 9942            |
| 141º | Parnahyba                    | 9742            |
| 142º | Cananéa                      | 9638            |
| 143º | Redempção                    | 9357            |
| 144º | Cachoeira                    | 9164            |
| 145º | Mogy-Guassú                  | 9163            |
| 146º | Barra Bonita                 | 9157            |
| 147º | Rio das Pedras               | 8982            |
| 148º | Salto de Ytú                 | 8698            |
| 149º | Nazareth                     | 8426            |
| 150º | Angatuba                     | 8329            |
| 151º | Brodowsky                    | 8208            |
| 152º | Santo Amaro                  | 8157            |
| 153º | Pilar                        | 7765            |
| 154º | Monte Mór                    | 7754            |
| 155º | Annapolis                    | 7741            |
| 156º | Sarapuhy                     | 7673            |
| 157º | Buquira                      | 7607            |
| 158º | Una                          | 7496            |
| 159º | Cutia                        | 7418            |
| 160º | Santa Izabel                 | 7313            |
| 161º | Pinheiros                    | 7240            |
| 162º | Bom Successo                 | 6924            |
| 163º | Juquery                      | 6911            |
| 164º | Guarehy                      | 6690            |
| 165º | Igaratá                      | 6482            |
| 166º | Patrocínio do Sapucahy       | 6373            |
| 167º | São Vicente                  | 6324            |
| 168º | Campos Novos do Paranapanema | 6231            |
| 169º | Santo Antônio da Alegria     | 6193            |
| 170º | Araçariguama                 | 6118            |
| 171º | São Miguel Archanjo          | 5947            |
| 172º | São José do Barreiro         | 5931            |
| 173º | Tremembé                     | 5927            |
| 174º | Itaberá                      | 5904            |
| 175º | Santo Antônio da Boa Vista   | 5753            |
| 176º | Yporanga                     | 5520            |
| 177º | Piquete                      | 5141            |
| 178º | Guarulhos                    | 4604            |
| 179º | Guararema                    | 4250            |
| 180º | Caraguatatuba                | 4189            |
| 181º | Anhemby                      | 3955            |
| 182º | Itanhaén                     | 3576            |
| 183º | Espírito Santo do Turvo      | 3275            |
| 184º | Jatahy                       | 3090            |
| 185º | Santa Bárbara do Rio Pardo   | 2979            |